# باول بونين
باول بونين (بالإنجليزية: Paul Bonin)‏ هو كاتب أغاني وعازف قيثارة ومغني بريطاني، ولد في 24 مايو 1960 في لندن في المملكة المتحدة.

## وصلات خارجية
- الموقع الرسمي